# Teutonismus (Sprache)
Als Teutonismus, Deutschlandismus oder Bundesgermanismus werden in der germanistischen Fachliteratur Wörter und Ausdrücke der Deutschen Sprache bezeichnet, welche nur innerhalb der Bundesrepublik Deutschland verwendet werden und auch Geltung haben. Die Begriffe müssen nicht im gesamten Gebiet der Bundesrepublik verwendet werden, aber solltem dem dort verwendeten Standarddeutsch zuzurechen sein und nicht nur den Dialekten oder Umgangssprachen. Die Ausdrücke sind somit Teil des Deutschländischen Deutsch.

## Beschreibung
Die relativ neuen Begriffe dienen zur Unterscheidung gegenüber gemeindeutschen Ausdrücken, welche in allen dominierenden Sprachräumen als heimisch empfunden werden, sowie den schon länger beschriebenen Austriazismen als Eigenarten im Österreichischen Deutsch und den Helvetismen als Eigenarten im Schweizer Hochdeutsch. Sie sind Zeichen dafür, dass die deutsche Sprache (ebenso wie auch das Englische, das Französische und das Spanische) heute als plurizentrische Sprache angesehen wird.
Bei der Bezeichnung von Ausdrücken können auch Begriffskombinationen gebildet werden wie beispielsweise Teuto-Austriazismus für Begriffe, die nicht in der Schweiz verwendet werden, aber in Deutschland und Österreich. Zu beachten sind dabei auch Sachspezifika als unechte Parallelformen (so entspricht die Trafik in Österreich nur teilweise dem Tabakladen in Deutschland und der Schweiz, und Sahne wird in Österreich, wenn überhaupt, fast nur für Schlagsahne verwendet) und Teilsynonyme (etwa Pension als allgemeine Altersversorgung in Österreich und nur als Beamten-Altersversorgung in Deutschland).
Damit die Sprachform eines Wortes Geltung hat, muss sie als die eigene anerkannt werden. Dies ist etwa bei den Schnürsenkeln in Österreich und der Schweiz nicht der Fall. Das Wort ist zwar überall bekannt, erscheint aber nicht in den österreichischen und Schweizer Kodizes und wird von vielen Befragten als bundesdeutsch eingeordnet. Die Meinung der Dudenredaktion, Teutonismen gebe es nur nach Geltung und nicht nach Geltung und Bekanntheit, wird von Christa Dürscheid und Martin Businger widerlegt.
Vor allem in der Deutschschweiz und in Österreich sind manche bundesdeutschen Wörter entweder
- unbekannt oder
- sie werden zwar verstanden, aber nicht aktiv gebraucht oder
- sie sind signifikant seltener als in der Bundesrepublik Deutschland und haben keine Geltung oder
- sie haben nicht dieselbe Bedeutung wie in Deutschland.

Aus welcher Sprache ein bundesdeutscher Begriff letztlich stammt (also dessen Etymologie), ist für diese Art von Fragestellung nicht von Belang. Zur passiven Bekanntheit vieler bundesdeutscher Begriffe auch über deren ursprüngliches Verbreitungsgebiet hinaus haben die modernen Massenmedien beigetragen. So gibt es in der Schweiz und in Österreich viele über Satellit oder Kabel frei empfangbare Fernsehprogramme aus Deutschland, und die Auswahl an in Österreich erhältlichen wöchentlichen und monatlichen Zeitschriften ist stark durch Produkte der großen deutschen Verlage dominiert.
Österreichisches Fernsehen ist dagegen über Satellit in Deutschland aus finanziellen Gründen (etwa Spielfilmgebühren) nur verschlüsselt empfangbar. Deshalb sind Teutonismen in Österreich und der Schweiz eher bekannt als Austriazismen und Helvetismen in Deutschland. Robert Sedlaczek meint, dass das Verständnis für Teutonismen und Austriazismen in Österreich viel stärker ausgeprägt ist, da sich dort die beiden Varianten stärker vermischen als in Deutschland, wo es weniger Möglichkeiten gibt, mit dem österreichischen Deutsch in Kontakt zu kommen.
Schon auf Grund der Größe Deutschlands und wegen des relativ starken Regionalbewusstseins werden einige deutschlanddeutsche Wörter nur in Teilen Deutschlands aktiv verwendet. Die spezifischere, aber das System der Nationalvarietäten nicht unbedingt ausschließende Unterkategorie der Regionalismen ist oft ausserhalb der jeweiligen Standardvarietät nicht bekannt und manchmal sogar nicht einmal innerhalb dieser. Trotzdem hat der seit 1871 bestehende deutsche Nationalstaat mit der immer weiter gehenden Vereinheitlichung des öffentlichen Lebens auch sprachlich vereinheitlichend gewirkt. Gleichzeitig gingen die Schweiz und Österreich oft eigene Wege. Dies betrifft nicht bloß den spezifischen Wortschatz der öffentlichen Verwaltung im engeren Sinne (Statalismen), sondern auch andere, zunehmend zentral gelenkte Teile des Lebens, so zum Beispiel alle Bereiche der Ausbildung und den öffentlichen Verkehr, neuerdings auch die Freizeit.

## Nationalvarietät und Kodifizierung
In Gegnerschaft zu den Sachsen Adelung (1732–1806) und Gottsched (1700–1766), welche ihre Varität als einheitliche Standardvarität des Deutschen durchsetzen wollten sammelte der Wiener Popowitsch (1705–1774) viele Belege für die Sprachunterschiede zwischen Österreich und Deutschland und veröffentlichte kleiner Arbeiten. Erste Ansätze zu einer übergreifenden Darstellung der Nationalvarietäten des Deutschen sind im Werk Wortgeographie der deutschen Umgangssprache des aus Berlin stammenden Wieners Paul Kretschmer aus dem Jahre 1918 zu sehen.
Ab den 1950er wurde unabhängig voneinander vor allem in der Sowjetunion, den USA und Australien der Problembereich der Nationalvarietäten aufgearbeitet, wobei mit Englisch, Französisch und Spanisch begonnen wurde. Die 1934 aus Wien emigrierte Germanistin Elise Riesel begann ab 1953 den Begriff „nationale Variante“ auf Österreich, Deutschland und die Schweiz anzuwenden.
In der Bundesrepublik regte Heinz Kloss ab 1952 den Ansatz „plurizentristische Sprache“ an, der wiederum den Begriff vom US-amerikanischen Soziolinguisten William A. Stwart übernommen hat. Hugo Moser beeinflusste die Germanistik besonders ab 1959 nachhaltig. Er ersetzte den spätestens 1948 obsoltet gewordenen Terminus Reichsdeutsch durch Binnendeutsch, welcher bis in die 1990er verwendet wird. Er stark monozentristisch belegt und Moser sprach von den „Außengebieten der deutschen Hochsprache“ (Österreich, Schweiz und dt. Minderheiten in anderen Ländern) und der „Hauptvariante Bundesrepublik“. Auch DDR-Deutsch bezeichnete er als „abweichend“, „uneigentliches“ und Deutsch der Bundesrepublik als das unverändert „eigentliche“ Deutsch. Aus dieser Perspektive erscheinen alle nichtbundesdeutschen Nationalvaritäten als zweitrangig und werden mit Regionalismen beziehungsweise Minderheutendeutsch in anderen Ländern auf eine Stufe gestellt. So ignorierte man auch Besonderheiten der Bundesrepublik oder beschrieb sie einfach nicht als solche. Vor allem in der DDR wurde seit 1974 der Begriff „nationale Variante“ auch für DDR-Deutsch und Deutsch der Bundesrepublik postuliert, was nicht unwidersprochen blieb.
Ab Ende der 1970er begann eine übergreifende, alle großen Nationalvaritäten gleichstellende, Erörterung des Problems. Mit Kritik an der „Binnendeutsch“- und „Besonderheiten“-Perspektive wurde dabei auch der Begriff „nationale Variante des Deutschen“ für das österreichische Deutsch andiskutiert, neben „westdeutsche/ostdeutsche Varität“ als „staatliche Varitäten“. Der aus Australien stammende Germanist Michael Clyne schrieb 1982: „Deutsch, wie auch Englisch, Französisch, Spanisch, Serbokroatisch und zahlreiche andere Sprachen, ist eine plurizentrische Sprache, d. h. eine Sprache mit mehreren gleichberechtigten Nationalvarianten“, führt die Verbindung von „plurizentristischen Sprache“ mit „Nationalvarietät“ zwei Jahre später mit seiner Monographie Language and society in the German-speaking countries in die Sprachwissenschaft ein und erörtert sie 1986 auf einer Deutschlehrertagung in Bern und vermittelt sie damit einer breiten Öffentlichkeit.
Von Polenz bezeichnet 1987 die monozentristische Ansicht vom „Binnendeutsch“ als überwunden. Dies mag vielleicht für Spezialisten gelten, in der Praxis ist sie aber noch immer vorhanden. Ein Beispiel ist der Duden, der nur Austriazismen, Helvetizismen und sehr regionale Varianten in Deutschland extra kennzeichnet. Bei Deutschlandismen geschieht dies nicht und sie werden somit als allgemeingültige Ausdrücke angesehen. Dadurch entsteht beim Leser die Illusion, es gäbe keine deutschen Wörter, die nur in Deutschland gebräuchlich sind. Auch in der internationalen Germanistik ist dies zu bemerken. Eine Untersuchung über den Status des Österreichischen Deutsch ergab, dass dieses zwar als „charmant“ aber „falsch“ eingestuft wird und Deutschlandismen eindeutig bevorzugt werden. Auch rät man teilweise von Sprachaufenthalten in Österreich ab, und die Studierenen befürchten, mit einem österreichischen Akzent eine schlechtere Note zu erhalten. Für das Schweizer Hochdeutsch dürfte Analoges gelten. Und selbst in Deutschland gibt es laut Ammon eine „Arroganz [...] gegenüber allem Deutsch, das nicht dem Norddeutschen entspricht.“
Austriazismen und Helvetismen wurden immer wieder in Wörterbüchern kompiliert. Eine explizite Sammlung von Teutonismen fehlt bisher. Nach Ammon resultiert die bisherige Unterlassung solcher Vorhaben einerseits aus einem monozentristischen binnendeutschen Weltbild, nach dem das deutschländische Deutsch mit einem überregionalen Gesamtdeutsch identisch sei und andererseits – bei plurizentrisch Eingestellten – aus der Überzeugung, dass deutschländisches Deutsch keine Einheit bilde. Verstärkt wurde dies durch die Teilung Deutschlands zwischen 1949 und 1990, welche den Blick auf das Trennende in beiden deutschen Staaten fokussiert hat. So hat Ulrich Ammon 1995 die erste umfassende Monographie über Nationalvarietäten des Deutschen veröffentlicht. Und im Jahre 2004 brachte er mit Kollegen aus Österreich und der Schweiz das Variantenwörterbuch des Deutschen heraus, in dieser vergleichenden Form eine internationale Novität in der Linguistik.
Andere für Deutschland charakteristische Merkmale der deutschen Sprache (Aussprache, Morphologie, Wortbildung und Syntax) sind noch genauer zu erforschen.

## Konzeptkritik
Kritiker halten die Begriffe Teutonismus, Austriazismus und Helvetismus für irreführend, weil sie angeblich von einem einheitlichen nationalen Sprachgebiet ausgehen, in der Realität aber auch innerhalb der Staaten Deutschland, Österreich und Schweiz beträchtliche regionale Unterschiede im hochdeutschen, aktiv angewandten Vokabular bestehen.

## Begriffsauswahl
Lange Zeit fehlte ein Begriff in der Reihe Austriazismus/Helvetismus, und „deutsch“ trug eher zur Verwirrung bei, da dieses Wort sowohl auf die Sprache Deutsch als auch auf das Land Deutschland bezogen werden kann.
- Die ersten logischen Termini Germanismus oder Germanizismus sind in der Linguistik, auch in internationalen Varianten, schon mit der Bedeutung des Übernehmens einer Eigenheit der deutschen Sprache in eine andere Sprache belegt. Auch ist das Deutsche eine von vielen Germanischen Sprachen.
- Eine Wortkreation, welche zum Begriff Binnendeutsch passen würde, würde wieder die oben angesprochene Problematik des Zentralismus verstärken.
- Eine Wortkreation zum seit der Reichsgründung von 1871 aufgekommenen Reichsdeutsch wäre aufgrund der veränderten Staatsbezeichnung und möglichen Assoziationen zum Dritten Reich heute nicht mehr zeitgemäß.
- Der zum deutschländischen Deutsch passende Begriff des Deutschlandismus befriedigt viele aus ästhetischen Gründen nicht, er ist relativ lang und lässt sich wahrscheinlich schlecht übersetzen, da er sich in vielen Sprachen mit dem Germanismus überschneiden würde.
- Der zu den Begriffen Bundesdeutsch und Bundesdeutsches Hochdeutsch passende Terminus des Bundesgermanismus ist aus der Innenbetrachtung zweideutig, da während der Zeit der deutschen Teilung alles Westdeutsche als Bundesdeutsch bezeichnet wurde und dies noch nachwirkt.

Der Ausdruck Teutonismus stammt vom lateinischen Teutoni, welcher das seit rund 2000 Jahren nicht mehr bestehende germanische Volk der Teutonen bezeichnet. Das Vorbild für die sprachwissenschaftliche Nutzung des Ausdrucks Teutonismus war der Begriff Helvetismus. Gegenüber Deutschlandismus und Bundesgermanismus hat der Begriff Teutonismus den Vorteil, dass er sich als Teutonism gut ins Englische und auch in andere Sprachen übersetzen lässt.
Der Begriff des Teutonismus hat aber auch große Nachteile. Zum einen wurde und wird teilweise noch der Begriff in anderem Zusammenhang für ein übersteigertes Nationalbewusstsein der Deutschen verwendet und damit auch als Schmähwort. Die zwei Bedeutungen tragen auch zur begrifflichen Unklarheit bei. Pohl bezeichnet 2008 auf seiner Website den Teutonismus als „unscharfen Begriff, der noch dazu bei Nicht-Fachleuten falsche Vorstellungen erwecken könnte, er sollte daher tunlichst vermieden werden (wenn er auch in der Fachliteratur vorkommt).“

## Wortschatz des Deutschländischen Deutsch – Teutonismen

### Küche
- Abendbrot (A: Abendessen, Nachtmahl; CH, Vbg. + NRW: Nachtessen)[14][15][16]
- Apfelsine (Orange)
- deftig (A: kräftig, tüchtig, saftig, gehaltvoll, nahrhaft, ausgiebig, fett, scharf, (deftig verbreitet sich langsam); CH: währschaft)[17]
- Eierkuchen (A: Palatschinke, CH: Omelette)
- Frühstückspause (vor allem RP und nördlich von Bayern), Vesper (BaWü, Bayern), Brotzeit (Bayern) (A: Jause, CH + allem. : Znüni)[18]
- Feldsalat, Rapunzel (Thüringen und Sachsen), Ackersalat (Schwaben) (A: Vogerlsalat; CH: Nüssli-Salat, Nüssler)[19][20]
- Hörnchen (Croissant; A: Kipferl (Hörnchen als Teigware); CH: Gipfel(i))
- Kloß (Knödel)
- Korinthe (A + süddt.: Rosine, Zibebe, CH: Weinbeere)
- kross (knusprig, süddt.: rösch; A + bayr.: resch)
- Mohrrübe (überwiegend nördlich von Bayern; A: Karotte (auch in W-D bekannt), Ktn. Stmk.: vereinzelt Möhre, Vbg.: gelbe Rübe; CH: Rüebli)[21]
- Pampelmuse (Grapefruit)
- rote Bete (A + süddt.: rote Rübe, Rohne; CH: Rande)
- Rotkohl (Blaukraut, Rotkraut)
- Weißkohl (A: Kraut, CH: Kabis, Weisskabis)

### Haus, Haushalt
- Gardine als Überbegriff für eine Fensterdekoration (süddt., A, CH: Vorhang, auch im gesamten Sprachraum, A: Gardine ist ein Gattungsbegriff für einen Store, einen dünnen Fenstervorhang)[22][23][24][25]
- Reinemachen (Saubermachen, A: Putzen)

### Ausbildung
- die Eins (A, bair.: der Einser, CH: der Einer)
- Federmappe (-mäppchen/-mapperl), Federtasche (NO-dt.), Mäppchen/Mäpple (W-dt.) (CH: hist. Fädermäppli, (Schul-)Etui, auch NRW, Niedersachsen; A: Federpennal, Federschachtel)[26][27]

### Kirche
- Küster (A + süddt.: Mesner; CH: Mesmer, Sigrist)

### Verkehr
- Oberleitungsbus (A: O-Bus; CH: Trolleybus)
- Vorfahrt (A: Vorrang; CH: Vortritt)

### Handel, Gewerbe, Berufe
- Kneipe, Wirtschaft (süddt. bis westdt.) (CH: Beiz, Spunte (Grbd.), A: Beisel, Gasthaus, Wirtshaus (auch östliches Bayern))[28]
- Tarifvertrag (CH: Gesamtarbeitsvertrag/GAV A: Kollektivvertrag)

### Sitten, Gebräuche
- Sonnabend (überwiegend nördlich von Bayern, überall und in A, CH exklusiv: Samstag)[21]

### Freizeit
- Freizeit (Gruppenunternehmung über mehrere Tage; in A ungebräuchlich, Synonym nicht bekannt; CH: Lager)

### Verschiedenes
- hoch gehen (A, CH: hinaufgehen, nach oben gehen)
- Korinthenkacker (Besserwisser)
- Mensch! (als Ausruf)

## Keine Teutonismen: Begriffe aus der Staatsverwaltung
Aufgrund unterschiedlicher politischer und rechtlicher Traditionen werden vergleichbare staatliche Ämter, Einrichtungen und Funktionen in den deutschsprachigen Staaten mit unterschiedlichen Begriffen bezeichnet. So werden z. B. die Regierungschefs von Gliedstaaten in Deutschland meist als Ministerpräsident, in Österreich als Landeshauptmann und in der Schweiz als Präsident des Regierungsrats oder Landammann bezeichnet. Gleichwohl handelt es sich bei all diesen Begriffen keineswegs um Teutonismen, Austriazismen oder Helvetismen, da die Begriffe auch außerhalb des jeweiligen Landes für die dortigen Ämter verwendet werden: Der bayerische (oder auch schwedische) Ministerpräsident wird auch in österreichischen Medien als solcher bezeichnet und nicht etwa zum "Landeshauptmann" gemacht.